# يانغ تشانغبينج
يانغ تشانغبينج (بالصينية: 杨昌鹏) هو لاعب كرة قدم صيني في مركز الهجوم، ولد في 1 مايو 1989 في ووهان في الصين. لعب مع Chengdu Tiancheng F.C. ‏.